# Arthur Wellesley
Arthur Wellesley, 1e hertog van Wellington (Mornington House, Dublin, 1 mei 1769 – Walmer Castle bij Dover, 14 september 1852), bijgenaamd de IJzeren Hertog, was een Brits militair leider, die behoorde tot de protestantse elite in Ierland.
Hoewel in Ierland geboren, noemde hij het eiland een land van schurken en was hij van mening dat enkel door de verdeeldheid tussen protestanten en katholieken Ierland een deel van het Britse Rijk bleef.
Hij diende als militair in India, waar hij zijn broer Richard hielp in diens campagnes tegen Mysore en de Maratha's. Hij versloeg eerst de Franse troepen op het Iberisch schiereiland en in 1815 Napoleon zelf in de Slag bij Waterloo.
Wellesley, burggraaf (1809), graaf (februari 1812), markies (oktober 1812) en sinds 1814 hertog van Wellington, was bevelhebber van de Britse troepen tijdens de Spaanse Onafhankelijkheidsoorlog (1808-1814). Hij diende ook als premier van het Verenigd Koninkrijk van 1828 tot 1830.

## Biografie

### Jeugd en tijd in India

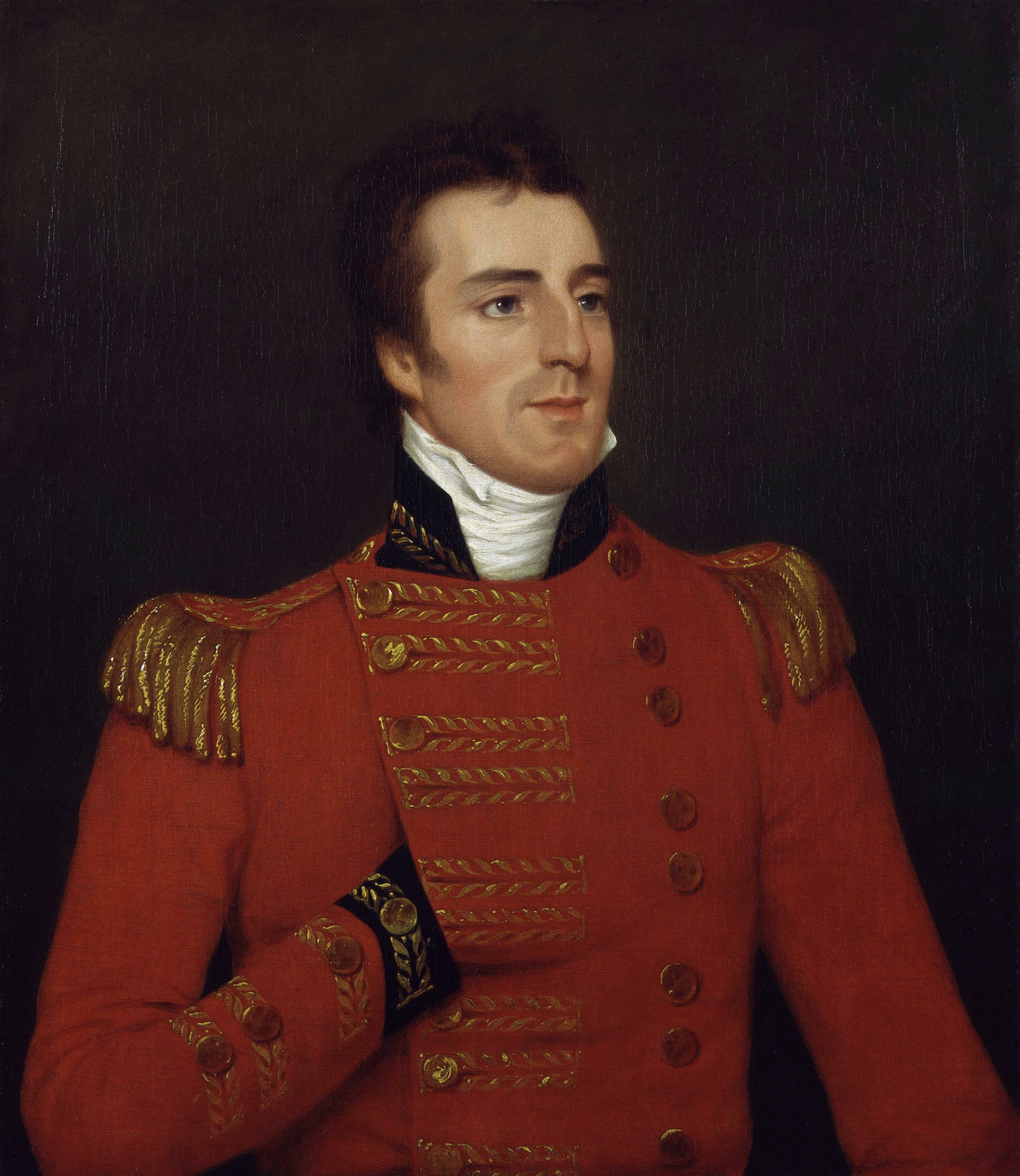
Arthur Wellesley als generaal-majoor in India.

Wellesley was van adellijke Anglo-Ierse afkomst. Zijn vader was Garret Wesley, graaf van Mornington. Hij stierf in 1781, toen Wellesley 12 jaar was en liet enkel schulden na. De familie veranderde de spelling van hun achternaam naar Wellesley in 1798. Arthur Wellesley ging naar school in Eton en verhuisde vervolgens met zijn moeder en broer naar Brussel in 1784, waar hij verder onderwijs genoot. In 1786 schreef Arthur zich in bij de Franse Koninklijke Academie voor paardrijkunst, een militaire school in Angers, waar hij een goed ruiter werd en Frans leerde, wat later zeer nuttig zou blijken.
Hij ging in 1787 het Britse leger in. Hij steeg snel in rang en werd in 1793 bevorderd tot luitenant-kolonel. In 1794 en 1795 vocht hij tegen de Fransen in Nederland en was aanwezig bij de Slag bij Boxtel op 15 september 1794, waarbij de benaming "Tommy" voor Britse soldaten zou zijn uitgevonden. Volgens de overlevering trof Wellesley, die het bevel had over het 33e infanterieregiment, een van zijn soldaten zwaargewond aan. De soldaat, Thomas Atkins, zei tegen Wellesley: "It's all right sir. It's all in a day's work" en stierf kort daarna. Sinds die tijd werden Britse soldaten "Tommy" genoemd vanwege hun vermeende optimisme en moed.
In 1796, na een promotie tot kolonel, vertrok Wellesley naar India, waar zijn broer Richard in dezelfde periode als gouverneur-generaal diende. Arthur Wellesley onderscheidde zich als bevelhebber in de Vierde Oorlog met Mysore, een bondgenoot van de Fransen. De heerser van Mysore, Tipu Sultan, had zijn hoofdstad Seringapatam op een belegering voorbereid. Op 4 mei 1799 konden de belegeraars bressen in de muren van Seringapatam slaan en de stad binnendringen. Tipu sneuvelde bij de verdediging van de stadsmuur. Sommige Britse soldaten maakten zich schuldig aan plundering en verkrachting in de stad, maar Wellesley liet de ergste plunderaars terechtstellen en de anderen geselen.
Na de nederlaag van Mysore werd Wellesley benoemd tot gouverneur van Seringapatam en Mysore. In 1800 versloeg hij de roversleider Dhundia Waghn en in de Tweede Oorlog met het Maratharijk versloeg hij een strijdmacht van ongeveer 40 000 man met een leger van ongeveer 10 000 in een verrassingsaanval. Hierna werd Wellesley benoemd tot opperbevelhebber van de Britse strijdkrachten in de Dekan.
Toen Richard Wellesleys periode als gouverneur-generaal er in 1805 op zat gingen de broers samen terug naar Engeland. Arthur had toen de rang van Major General in het Britse leger. In 1806 werd hij verkozen tot parlementslid en een jaar later benoemd tot minister voor Ierse Zaken (Chief Secretary for Ireland). Zijn politieke carrière kwam echter al snel op de tweede plaats omdat hij al zijn aandacht richtte op de militaire strijd tegen de nieuwe Franse keizer, Napoleon.

### Bevelhebber op het Iberisch schiereiland
In 1807 leidde Wellesley een expeditie naar Denemarken, waarna hij bevorderd werd tot luitenant-generaal. Een jaar later vielen de Fransen het Iberisch Schiereiland binnen, waarbij de Spaanse Onafhankelijkheidsoorlog uitbrak. Wellesley vertrok naar Portugal, waar hij de Fransen versloeg in de Slag bij Roliça en de Slag bij Vimeiro. Arthur Wellesley wilde verder vechten en de afgesneden Franse troepen in de pan hakken, maar werd teruggefloten nadat de Britten op 30 augustus een wapenstilstand, de Conventie van Sintra, tekenden waarbij de Fransen door de Britse marine uit Portugal zouden worden geëvacueerd.
Wellesley weigerde de Conventie te tekenen, verloor zijn bevel en moest terug naar Engeland. Na de dood van de nieuwe Britse bevelhebber, John Moore, in de Slag bij A Coruña, werd hij opnieuw benoemd tot Britse bevelhebber op het Iberisch schiereiland. In april 1809 stak hij de Douro over en versloeg de Fransen bij Porto. Daarna viel hij Spanje binnen en verenigde zijn 20 000 man met een Spaans leger van 30 000 man. Hiermee versloeg hij eind juli de Fransen onder bevel van Joseph Bonaparte in de Slag bij Talavera, nabij Madrid. Als dank voor deze overwinning kreeg Wellesley de titel viscount (burggraaf) van Wellington.
Ondanks de overwinning besloot Wellesley om terug te trekken naar Portugal, wat tot een definitieve vertrouwensbreuk tussen de Britten en Spanjaarden leidde. In 1810 vielen de Fransen onder Masséna Portugal binnen. Het lukte Wellington om hen tot staan te brengen met de Linies van Torres Vedras, een reeks forten die hij ten noorden van Lissabon had laten aanleggen. Masséna moest zich na zes maanden uit Portugal terugtrekken, maar keerde het jaar erop terug om de overgebleven Fransen, die werden belegerd in Almeida, te versterken. Wellington kon Masséna ternauwernood verslaan in de Slag bij Fuentes de Oñoro in mei 1811. In 1812 vielen de laatste steden waar de Fransen zich hadden verschanst, Ciudad Rodrigo en Badajoz. Na een grote overwinning op de Fransen in de Slag bij Salamanca op 22 juli kon Madrid worden bevrijd.
Wellington belegerde hierna Burgos, zonder succes, en trok zich uiteindelijk weer terug naar Portugal. De volgende lente bracht hij een nieuw offensief op de been. Op 21 juni 1813 kwam het tot een grote veldslag, de Slag bij Vitoria, tussen Wellington, met 78 000 Britse, Ierse, Spaanse en Portugese troepen, en Joseph Bonaparte en veldmaarschalk Jourdan, met 58 000 Fransen. Na een verbeten strijd kon Thomas Pictons derde divisie de verdedigingslinies in het centrum van de Franse leger doorbreken. Daarop ontstond een chaotische vlucht van de Fransen. Joseph Bonaparte kon maar ternauwernood ontsnappen. Een deel van de Britse troepen volgde de ontvangen bevelen niet meer op en begon de wagons met goederen die de Fransen in Spanje gestolen hadden te plunderen. Deze flagrante schending van de discipline deed een woedende Wellington aan graaf Bathurst schrijven dat, "we het uitschot der aarde als gewone soldaten in ons leger hebben". De waarde van de goederen die de Britten op het Franse leger buitmaakten bij deze veldslag was enorm. In oktober 1813 stuurde Wellington de schilderijen van Joseph Bonaparte naar Engeland en in februari 1814 kreeg hij het nieuws dat volgens de Royal Academy deze schilderijen meesterwerken waren, vooral een schilderij van Caravaggio en een ander van Giulio Romano.
Het duurde nog maar enkele maanden voor de Fransen uit Spanje verdreven waren en de Britten aan de Spaans-Franse grens stonden. Op 10 april 1814 bevocht Wellington de Fransen onder maarschalk Soult in de Slag bij Toulouse, hoewel Napoleon al vier dagen eerder afstand van de troon had gedaan.

### Waterloo en de periode 1815-1827

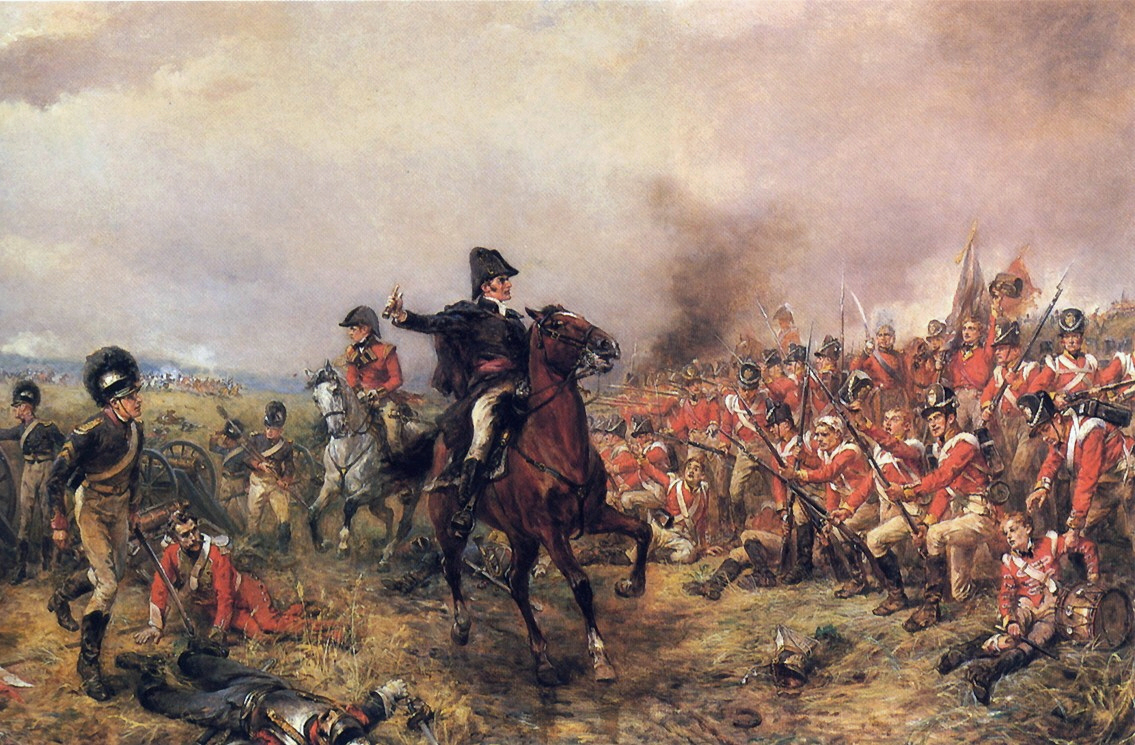
Wellington rijdt op Copenhagen tijdens de Slag bij Waterloo, Robert Alexander Hellingford.

Na de Franse nederlaag in 1814 werd Wellesley benoemd tot hertog van Wellington, een erfelijke titel die zijn nazaten nog steeds dragen. Hij diende daarna van 1814 tot 1815 als ambassadeur van het Verenigd Koninkrijk in Parijs en werd daarna hoofdonderhandelaar van het Verenigd Koninkrijk bij het Congres van Wenen.
In 1815, na Napoleons ontsnapping uit Elba en terugkeer naar Frankrijk, nam Wellington het opperbevel van de Britse en Nederlandse strijdkrachten op zich en vertrok naar het zuiden van het Verenigd Koninkrijk der Nederlanden. Het eerste treffen met de Fransen, de Slag bij Quatre-Bras, bleef onbeslist en de Britten en Nederlanders trokken zich terug naar een positie nabij het dorp Waterloo. Hier vond de Slag bij Waterloo op 18 juni plaats, waarbij de Britten en Nederlanders na een lange dag werden ontzet door de komst van een Pruisisch leger onder bevel van Blücher. De Fransen raakten in paniek en vluchtten van het slagveld. Alhoewel hij reeds vele veldslagen gevoerd had en meer dan 21 jaar militair was, weende hij kort na de afloop van deze veldslag toen hij vernam dat er ongeveer 50.000 doden gevallen waren en zei: "Ik hoop bij God dat ik mijn laatste veldslag geleverd heb". Hij beval dat zijn legerartsen bleven doorwerken om alle gewonden te verzorgen. Toen ze ontslag wilden nemen wegens oververmoeidheid weigerde hij dat en eiste hij dat ze hun plicht zouden doen totdat nieuwe artsen uit Engeland zouden toekomen.
Wellington werd door de Britse regering ervan overtuigd dat het principe van legitimiteit moest bepalen wie nu Frankrijk moest besturen. Twee dagen na Waterloo berichtte Wellington Lodewijk XVIII dat hij opnieuw staatshoofd van Frankrijk kon worden, maar dan wel twee ministers moest aanvaarden die zijn macht zouden inperken: Talleyrand en Fouché.
Op 21 juni overschreed Wellington met zijn leger de grens tussen het Verenigd Koninkrijk der Nederlanden en Frankrijk om Parijs in te nemen. Napoleon deed op 22 juni nogmaals troonsafstand, wat het einde van de napoleontische oorlogen betekende. Blücher gaf zijn troepen bevel om Napoleon te arresteren en wenste hem neer te schieten als de eerste de beste misdadiger. Wellington was het hier niet mee eens. In Parijs verhinderde hij Blüchers plan om de bruggen van Austerlitz en Jena en Napoleon's zuil op de Place Vendôme op te blazen.
Koning Willem I der Nederlanden bedankte Wellington door hem het Grootkruis in de Militaire Willems-Orde op te spelden en schonk hem de titel van Prins van Waterloo, met het recht van eerstgeboorte. Ook benoemde Willem I Wellington tot veldmaarschalk. De tsaar van Rusland schonk hem een zwaard, versierd met diamanten. Verder kreeg hij van vele vorsten luxueus porselein als blijk van dankbaarheid. In Spanje werd hij benoemd tot hertog van Ciudad Rodrigo en grande der Eerste Klasse en in Portugal tot hertog van Victoria, markies van Torres Vedras en graaf van Vimiera. Wellington kreeg ook landgoederen op Sicilië en in Engeland, Nederland en Portugal. Hij werd ridder in de Orde van de Kousenband.

### Politieke loopbaan en overlijden

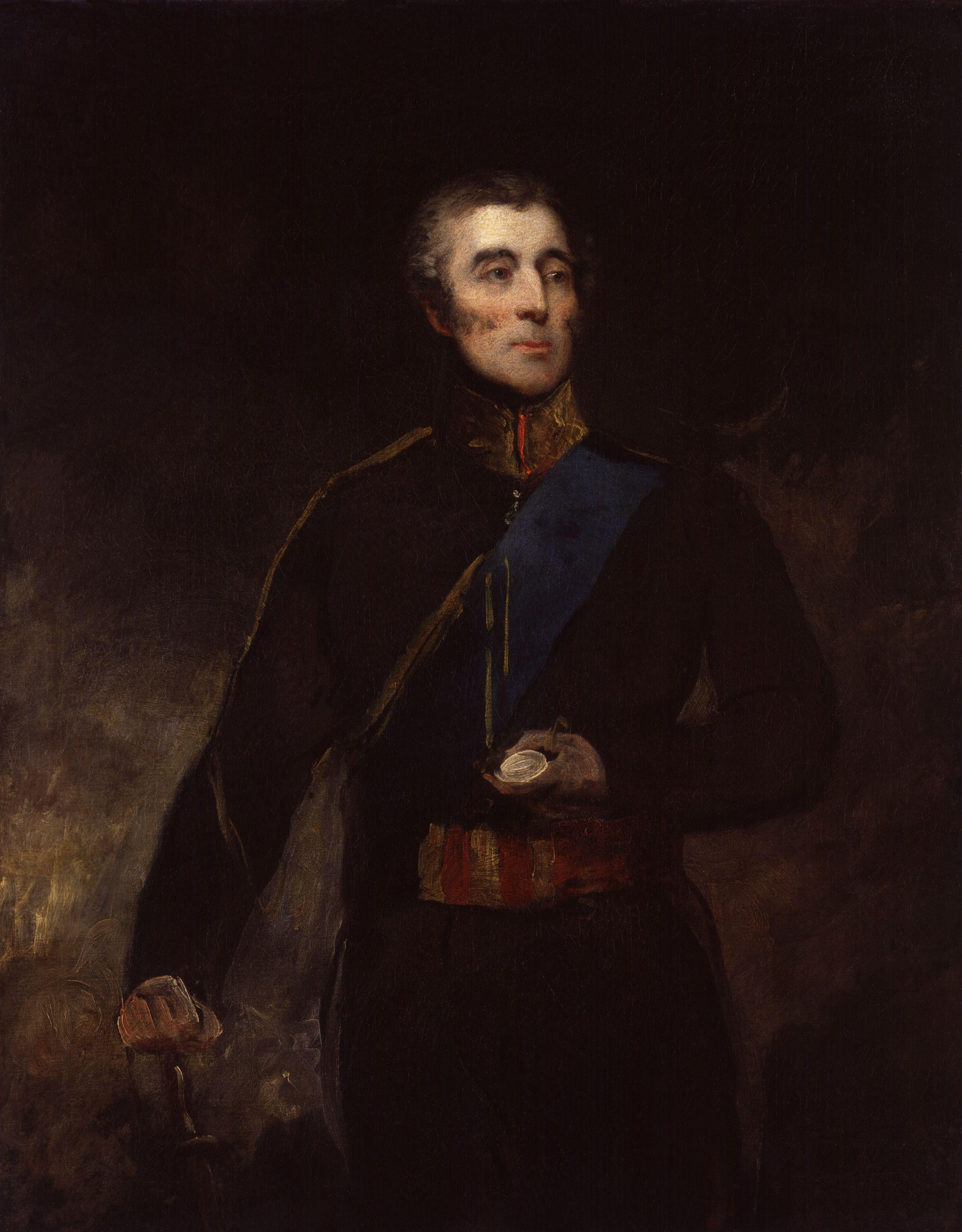
Portret van de hertog van Wellington door John Jackson, 1830–1831

Hertogelijk wapen van Wellington. Elementen uit dit wapen komen terug in het wapen van de stad Wellington.

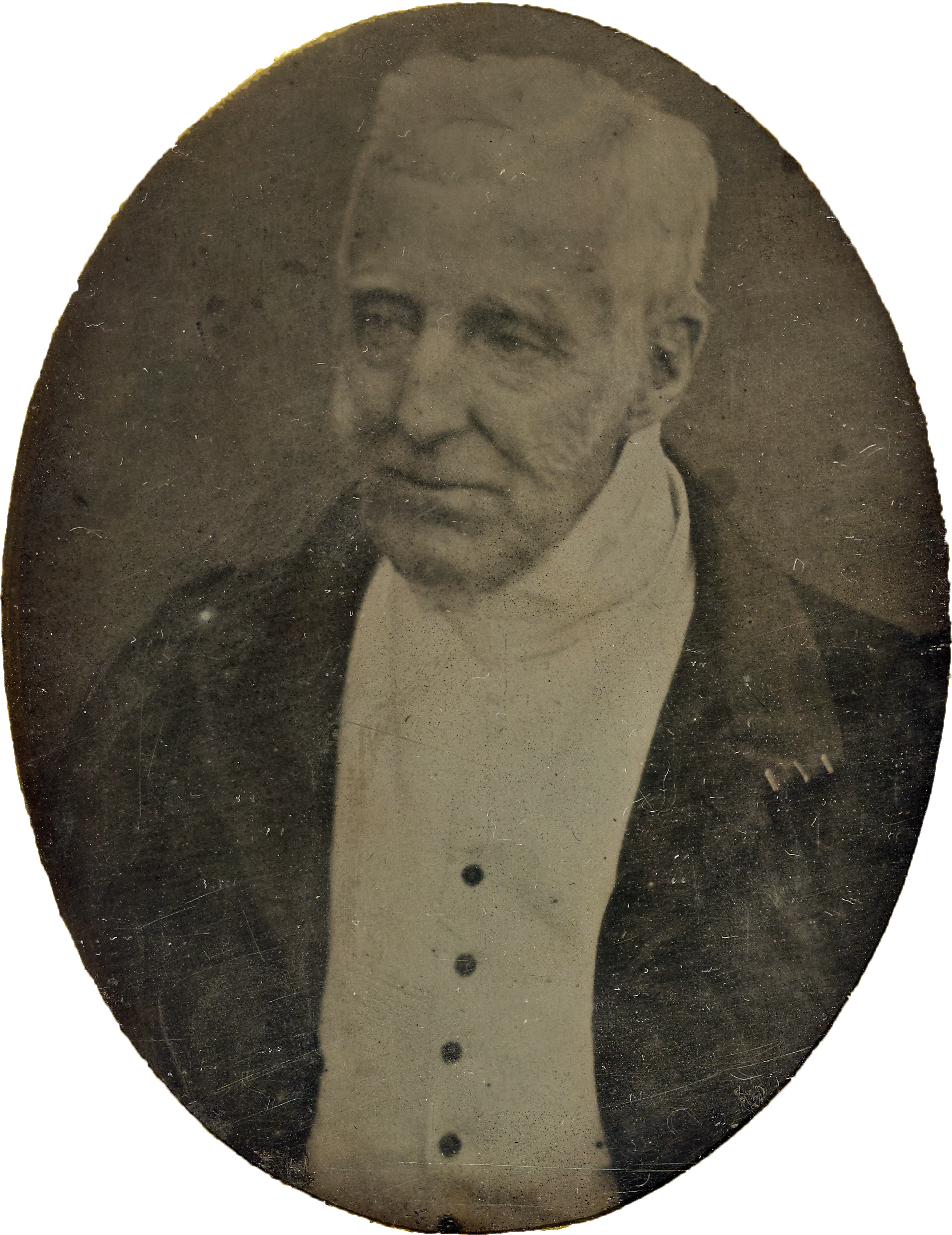
Daguerreotypie van de hertog van Wellington door Antoine Claudet, 1844

Van 1790 tot 1797 en van 1806 tot 1809 zetelde hij in het House of Commons. Nadat hij in 1809 burggraaf Wellington werd, werd hij lid van het House of Lords.
Van 1807 tot 1809 was hij hoofd van het Secretariaat van Ierland, waarna hij van 1819 tot 1827 grootmeester van de Artillerie was. Daarna was hij van 1827 tot 1828 in opvolging van de hertog van York opperbevelhebber van de Britse strijdkrachten.
In januari 1828 werd Wellington premier van het Verenigd Koninkrijk. In Ierland was een beweging op gang gekomen voor de emancipatie van de katholieken, die in het Verenigd Koninkrijk leden onder verschillende vormen van discriminatie tegenover de Anglicanen. Wellington nam dit ernstig omdat hij een burgeroorlog in Ierland vreesde. Zijn grootste politiek succes als premier was de Catholic Relief Act van 1829, waarmee rooms-katholieken meer rechten kregen, waaronder het recht om parlementslid te worden. Met de hulp van toekomstig premier Robert Peel overtuigde hij de onwillige koning George IV om de wet te ondertekenen. Anderzijds was hij gekant tegen een wetsvoorstel dat een einde zou maken aan de discriminatie van de Britse Joden met als argument: "dit is een christelijk land". Hij stemde in 1833 tegen het wetsvoorstel dat niet aangenomen werd.
Als premier was hij onpopulair. Hij had als bijnaam "de ijzeren hertog". Oorspronkelijk dankte hij dit aan zijn consequente politieke vastberadenheid. Toen hij in 1832 op de ramen van Apsley House, zijn woning in Londen, ijzeren tralies liet installeren om te verhinderen dat ze werden ingegooid door demonstranten, werd de bijnaam populairder.
Wellingtons regering viel in 1830, na hevige rellen (de Swing Riots) en de weigering van Wellingtons Tory-partij om politieke veranderingen door te voeren. Toen de Tories in 1834 weer aan de macht kwamen, weigerde Wellington het premierschap, maar van 1834 tot 1835 diende hij wel als minister van Buitenlandse Zaken in het eerste kabinet van Robert Peel en als minister zonder portefeuille in het tweede Peel-kabinet. Ook diende hij van 1828 tot 1830, van 1834 tot 1835 en van 1841 tot 1846 als leider van het House of Lords. Van 1842 tot 1852 was hij opnieuw opperbevelhebber van het Britse leger.
Wellington beëindigde zijn politieke en militaire carrière in 1846, hoewel hij in het revolutiejaar 1848 kortstondig terugkeerde om de verdediging van Londen te organiseren. Na zijn dood in 1852 kreeg hij een staatsbegrafenis en werd begraven in een sarcofaag in St. Paul's Cathedral.

### Familie
Na zijn succes als officier in India kon hij in 1806 trouwen met Catherine "Kitty" Pakenham (1773-1831), dochter van een Ierse baron. Het huwelijk bleek later een ongelukkige verbintenis en de twee brachten jaren apart door terwijl hij met het leger op veldtocht was. Kitty werd depressief terwijl Arthur bij andere vrouwen of maîtresses troost vond. Een van zijn maîtresses was de dagboekschrijfster Harriet Arbuthnot.
Wellington en zijn echtgenote Kitty kregen twee zonen. Arthur (1807-1884), die Wellesley opvolgde als hertog van Wellington, en Charles (1809-1858), die als generaal en parlementslid diende. Nadat Arthur kinderloos stierf, volgde Charles' zoon Henry hem op als derde hertog van Wellington, gevolgd door Charles' zoon Arthur als vierde hertog.

## Monumenten, portretten en invloed

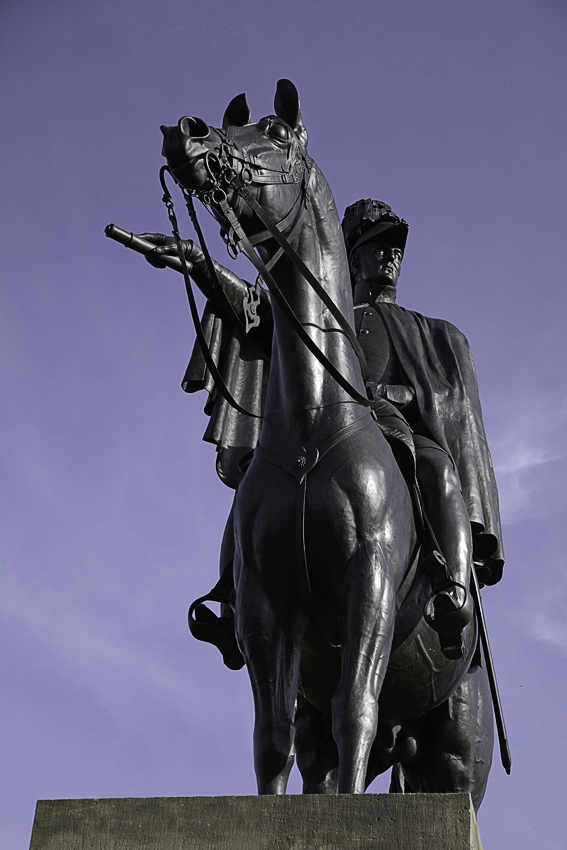
Dit standbeeld in Aldershot van de hand van Matthew Cotes Wyatt werd onthuld in 1846.

In 1846 werd een enorm bronzen standbeeld van Wellington te paard geplaatst op de Wellington Arch, een triomfboog in het Londense Hyde Park. Het ruiterstandbeeld is 9,1 m hoog en 7,9 meter lang van de neus tot de staart van het paard. Dit enorme ruiterstandbeeld werd grotendeels gemaakt met brons van kanonnen die in de Slag bij Waterloo hadden dienstgedaan. Het standbeeld werd in 1885 verplaatst naar Aldershot omdat het beeld vaak belachelijk werd gemaakt door satiristen, en omdat koningin Victoria klaagde dat het haar uitzicht vanaf Buckingham Palace verpestte.
Andere monumenten aan Wellington zijn onder andere:
- Wellington Museum, zijn hoofdkwartier tijdens de Slag bij Waterloo, in Waterloo
- Wellington College, een kostschool in Berkshire
- Wellington's Column in Liverpool, een 40 meter hoge kolom uit 1875 met een standbeeld van Wellington bovenop
- Het Wellington Monument in Dublin, eigenlijk Wellington Testimonial geheten omdat met de bouw werd begonnen toen Wellington nog in leven was.
- een bronzen standbeeld in Leeds

Wellington werd meermaals geportretteerd, onder andere door Goya. Thomas Lawrence maakte in 1824 een schilderij van de hertog voor de Britse politicus Robert Peel. Het stelt de generaal voor te Waterloo, met een telescoop in de hand. In 1818 liet Wellington een reeks gravures met zijn portret maken. Uit deze voorraad kon hij putten wanneer vrienden hem om een portret vroegen.
Het Britse porseleinmerk Minton maakte een beeld in biscuit dat Wellington in militaire kledij voorstelde. Ook werden in Engeland bronzen bustes met zijn hoofd gemaakt.
Een reeks plaatsen in verschillende landen is naar hem vernoemd, waaronder de hoofdstad van Nieuw-Zeeland, Wellington. In deze hoofdstad is er een Wellington College en de Wellesley Club. In een andere Nieuw-Zeelandse stad, Auckland, wordt de naam van de hertog gegeven aan de hoofdstraat, Wellesley Street. Mount Wellington, nabij de hoofdstad van Tasmanië, Hobart, is tevens vernoemd naar Wellington.
Hij heeft zijn naam gegeven aan het gerecht Beef Wellington en aan Wellington boots ("wellies"), de Engelse term voor rubberlaarzen. Het Britse 33rd Foot Regiment werd in 1853 hernoemd naar het Duke of Wellington Regiment. Wellington stond op de 14de plaats bij de enquête van de BBC's in 2002 toen de Britten gevraagd werd naar de grootste Britten uit hun geschiedenis.
In 2012 verscheen de film Lines of Wellington, waarin het verhaal van Wellingtons versterkte linies van Torres Vedras (Portugal) verteld wordt.

## Militaire loopbaan
Officiersaanstelling gekocht
- Ensign: 7 maart 1787
- Lieutenant: 26 januari 1788[4]
- Captain: 30 juni 1791[5][6]
- Major: 30 april 1793[5][7]
- Lieutenant-Colonel: 30 september 1793[5][8]

Bevorderingen
- Colonel: 3 mei 1796[5]- 14 mei 1796[9]
- Lokaal Brigadier-General in Egypte: 17 juli 1801 (nooit geactiveerd)
- Major-General: 29 april 1802
- Lieutenant-General: 25 april 1808
- Lokaal Brevet General alleen in de Spaanse en Portugese legers: 6 augustus 1811[10]
- Field Marshal en Commander-in-Chief van Hare Majesteits Legers: 21 juni 1813[11]
- Field Marshal in het Oostenrijkse leger[11]
- Field Marshal in het Hannoverse leger[11]
- Field Marshal in het leger van Nederland[11]
- Marshal-General in het Portugese leger[11]
- Field Marshal in het Pruisische leger[11]
- Field Marshal in het Russische leger[11]
- Captain-General in het Spaanse leger[11]

## Onderscheidingen
- Ridder in de Orde van de Kousenband
- Ridder Grootkruis in het Orde van het Bad
- Grootkruis in de Orde van Maria Theresia op 4 maart 1818[11]
- Ridder in de Orde van de Olifant[11]
- Ridder in de Orde van de Heilige Geest in november 1815[11]
- Grootkruis in de Koninklijke Orde van de Welfen in 1816[11]
- Grootkruis in de Militaire Willems-Orde op 8 juli 1815[12]
- Grootkruis in de Orde van de Toren en het Zwaard op 26 oktober 1811[11]
- Grootkruis in de Orde van de Zwarte Adelaar in 1814[11]
- Grootkruis in de Orde van de Rode Adelaar[11]
- Ridder in de Alexander Nevski-orde[11]
- Ridder in de Orde van Sint-Andreas de Eerstgeroepene[11]
- Grootkruis in de Orde van Sint-George op 28 april 1814[11]
- Ridder in de Orde van het Gulden Vlies in januari 1812[11]
- Orde van de Heilige Ferdinand in 1812[11]
- Grootkruis in de Orde van het Zwaard op 25 februari 1814[11]
- Ridder in de Orde van Sint-Januarius[11]
- Ridder in de Orde van de Heilige Ferdinand en de Verdienste[11]
- Militaire Orde van Verdienste[11]
- Ridder in de Huisorde van de Gouden Leeuw[11]
- Grootkruis in de Orde van de Aankondiging[11]
- Grootkruis in de Militaire Max Joseph-Orde[11]
- Ridder in deOrde van de Kroon van Wijnruit[11]
- Grootkruis in de Orde van de Leeuw van Zähringen[11]